# Dewaldibyapur
Dewaldibyapur (nep. देवल दिव्यपुर) – gaun wikas samiti w zachodniej części Nepalu w strefie Mahakali w dystrykcie Dadeldhura. Według nepalskiego spisu powszechnego z 2001 roku liczył on 941 gospodarstw domowych i 5676 mieszkańców (2857 kobiet i 2819 mężczyzn).